# Chloridolum ducale
Chloridolum ducale là một loài bọ cánh cứng trong họ Cerambycidae.